# 天利信司
天利 信司（あまり しんじ、1941年11月 - ）は、我孫子バプテスト教会の牧師。東京都出身。既婚。

## 人物
- 三人の息子を持つ父親。
- 幕張バイブルバプテスト教会にて入信。

## 経歴
- 1965年 - 米国アーカンサス州リトルロック市のミッショナリー・バプテスト神学院修士課程を卒業。
- 1966年 - 横浜市中区「新契約バプテスト教会」の宣教師に就任。
- 1973年 - 新契約バプテスト教会の宣教師を辞任。
- 現在、日本バプテスト連合「我孫子バプテスト教会」牧師。ラジオ放送伝道「希望の灯」説教者

## 著書
- 『バプテスマ』バプテスト文書刊行会 1974年
- 『神のすばらしい創造～いま、進化論から創造論へ～』バプテスト文書刊行会
- 『バプテスト』バプテスト文書刊行会 1995年
- 『実を結ぶ信徒生活』バプテスト文書刊行会 1998年
- 『祈りの学課』バプテスト文書刊行会
- 『希望の灯シリーズI愛なくば』バプテスト文書刊行会
- 『希望の灯シリーズII狭い門から入れ』バプテスト文書刊行会
- 『希望の灯シリーズIII真の避け所』バプテスト文書刊行会
- 『希望の灯シリーズIV最も優れた道』バプテスト文書刊行会

## 訳書
- 「バプテスト教会史」ジョン・T・クリスチャン著 上山雄治と共訳 1979年
- 「ここからどこへ」バーティス・D・ウィリアムズ著